# Sophrone Ier de Constantinople
Sophrone Ier de Constantinople (en grec Σωφρόνιος Α΄) fut patriarche de Constantinople de 1463 à 1464.

## Biographie
Sophrone Syropoulos est élu par le synode en remplacement de Gennade II Scholarios au début de l'été 1463. Vitalien Laurent accepte de l'identifier avec Sylvestre Syropoulos, le mémorialiste grec du concile de Florence.
Le nouveau patriarche, qui garantit en 1464 l'authenticité d'une croix ayant appartenu à l'empereur Alexis Ier Comnène, doit faire face à l'hostilité du clergé de Constantinople qui lui reproche d'avoir bafoué l'orthodoxie par sa soumission aux Latins à Florence. Il est déchu en juillet 1464. Selon une chronique, il se serait cassé le pied en tombant d'une échelle et serait mort. Vitalien Laurent estime que les deux faits ne sont pas inconciliables, et que handicapé après son accident, il n'aurait plus pu faire face efficacement à ses détracteurs et serait mort peu après, sa déchéance aggravant son état de santé.
Gennade II Scholarios est alors rétabli pour la troisième fois sur le siège.